# Język kerebe
Język kerebe albo kerewe – język z rodziny bantu, używany w Tanzanii i Ugandzie, w 1972 roku liczba mówiących wynosiła ok. 35 tysięcy.